# Chaperiopsis stephensoni
Chaperiopsis stephensoni är en mossdjursart som först beskrevs av Charles Henry O'Donoghue och de Watteville 1935.  Chaperiopsis stephensoni ingår i släktet Chaperiopsis och familjen Chaperiidae. Inga underarter finns listade i Catalogue of Life.